# Réserve écologique de la Serpentine-de-Coleraine
Die Réserve écologique de la Serpentine-de-Coleraine ist ein im Jahr 2003 auf einer Fläche von 396,55 ha eingerichtetes Schutzgebiet im Süden der kanadischen Provinz Québec.

## Lage, Geologie
Es liegt in der Regionalen Grafschaftsgemeinde Les Appalaches auf dem Gebiet der Gemeinde Saint-Joseph-de-Coleraine südwestlich von Thetford Mines und schützt zwei stark basische Berge, den 460 m hohen Mont Oak und die 494 m hohe Colline Kerr, die reich an Magnesium sind. Daher finden sich dort außergewöhnliche und oftmals seltene Pflanzen. Darüber hinaus findet sich eine Höhle, die Überreste früherer Bergbautätigkeit aufweist. Es ist eines der vier Schutzgebiete dieser Art, die in Québec für die Öffentlichkeit zugänglich sind. Es wurde in Kooperation mit der Gemeinde Saint-Joseph-de-Coleraine, der Corporation Sentiers pédestres des 3 Monts de Coleraine (die ein Bildungsprogramm durchführen), der Société pour la Conservation de la Nature-Québec und der Société Asbestos limitée aufgebaut.

## Flora

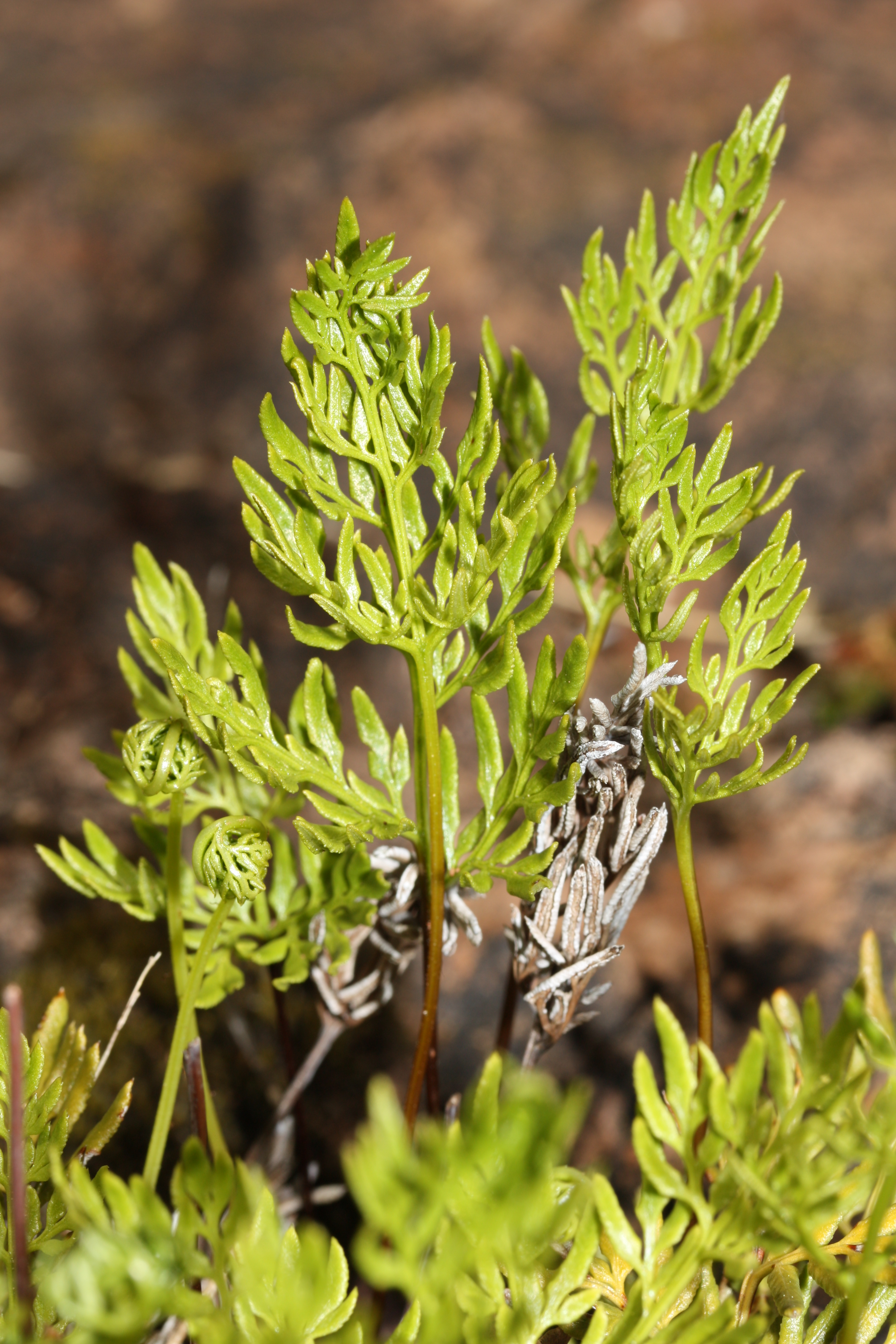
Aspidotis densa aus der Familie der Saumfarngewächse

An Baumarten sind im Schutzgebiet die Roteiche (Quercus rubra) und Zucker-Ahorn (Acer saccharum) an der Nord- und Westflanke des Mount Oak vertreten, in den steileren Lagen sind dies hier der Pin rouge genannte Pinus resinosa und die Pin blanc genannte Weymouth-Kiefer.
Fünf Pflanzen im Schutzgebiet gelten als bedroht oder gefährdet. Diese sind Adiantum aleuticum und Adiantum viridimontanum aus der Gattung der Frauenhaarfarne, Aspidotis densa aus der Familie der Saumfarngewächse, Asplenium platyneuron aus der Gattung der Streifenfarne und Solidago simplex, subsp. randii, (var.) monticola aus der Gattung der Goldruten. Sie wachsen auf den steilen Schutthalden. Aspidotis densa ist extrem selten. Dieses in Québec als aspidote touffue bezeichnete Streifenfarn gibt es nur in der Provinz Québec, und zwar an sechs Standorten. Von diesen befinden sich allein drei in der Region Coleraine.

## Truthahngeier

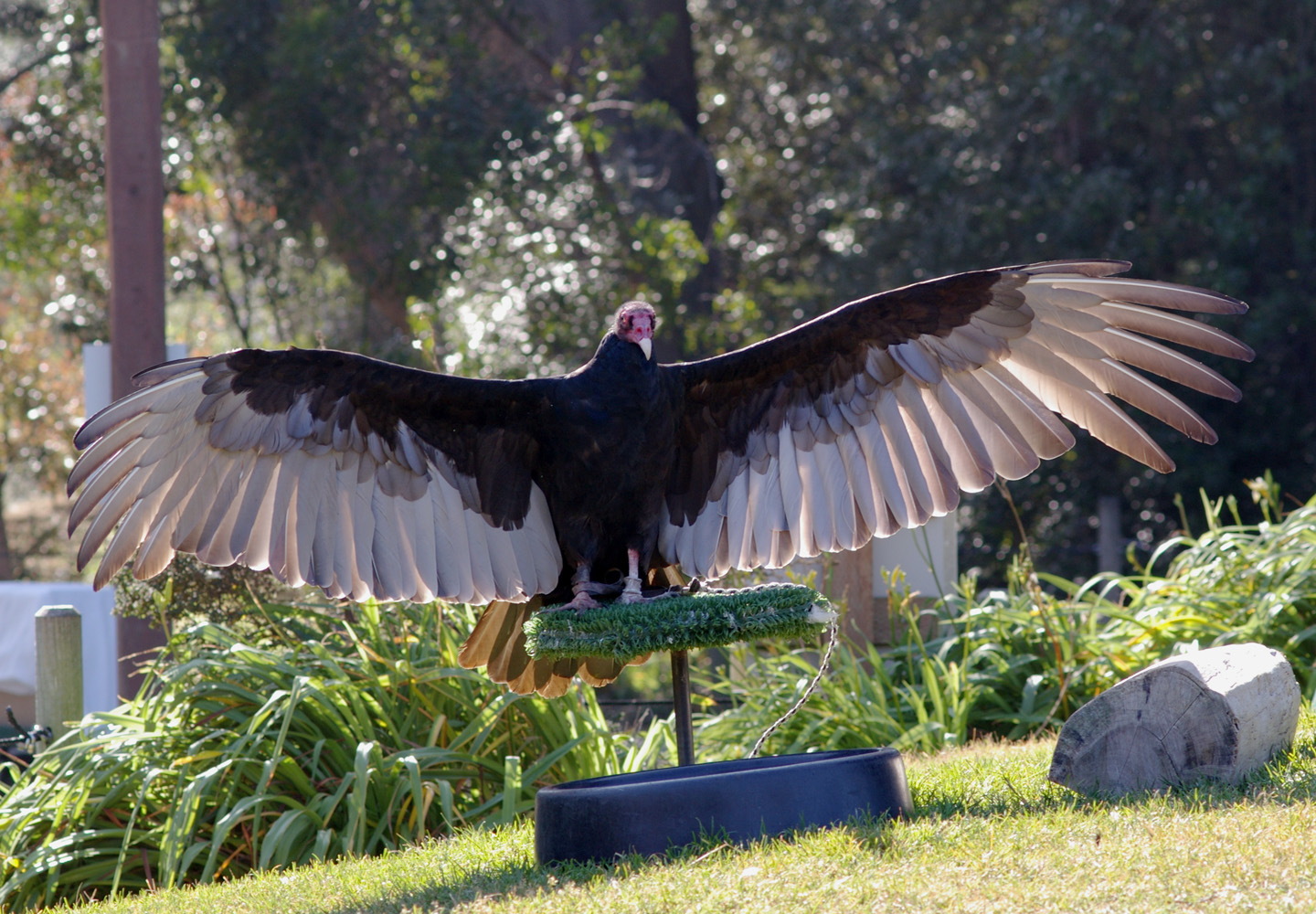
Truthahngeier (hier im San Francisco Zoo in Kalifornien)

Häufiger Besucher des Schutzgebiets ist im Sommer der Truthahngeier, der hier den Namen Urubu à tête rouge trägt. Damit zählt das Gebiet zu seinem nördlichsten Vorkommen.